# Сардинка чорнохвоста
Сардинка чорнохвоста (Sardinella melanura) — вид риб родини Оселедцеві (Clupeidae).

## Опис
Довжина тіла досягає 15,2 см.

## Поширення
Вид поширений в Індійському океані (Аденська затока біля берегів Мадагаскару, Маврикію, в Аравійському морі біля узбережжя Індії, Індонезії, аж до Самоа).